# Peixe-doutor
O peixe-sapo-do-sargaço ou peixe-doutor (Histrio histrio) é a única espécie de peixe conhecida do gênero Histrio, da família dos peixes-sapo (Antennariidae) . O peixe-doutor é nativo de águas tropicais e subtropicais de todos os oceanos, sendo comumente avistado no Mar dos Sargaços.

## Etimologia
Histrio vêm da palavra latina histrionicus, relacionado com atores, por causa dos movimentos de suas nadadeiras traseiras e peitorais que ele faz antes de pegar suas presas.
Eurico Santos descreve o nome comum como peixe doutor, mas relata desconhecer a origem.
A espécie também é conhecida como peixe-sargaço, peixe-sapo-do-sargaço, peixe-sapo-do-sargassum, peixe-sapo-oceânico. [carece de fontes?]

## Biologia
Diferente das outras espécies de peixes-sapo que vivem relacionados aos recifes de corais e costões rochosos, o peixe-doutor se adaptou para viver entre algas flutuantes, mais especificamente aos sargaços, um tipo de algas pardas nativas de regiões quentes. Eles possuem nadadeiras mais fortes e rígidas em comparação aos outros peixes-sapo, pois por viverem em meio a algas flutuantes, ocasionalmente precisam nadar algumas distancias em mar aberto em busca de refúgio e alimento.

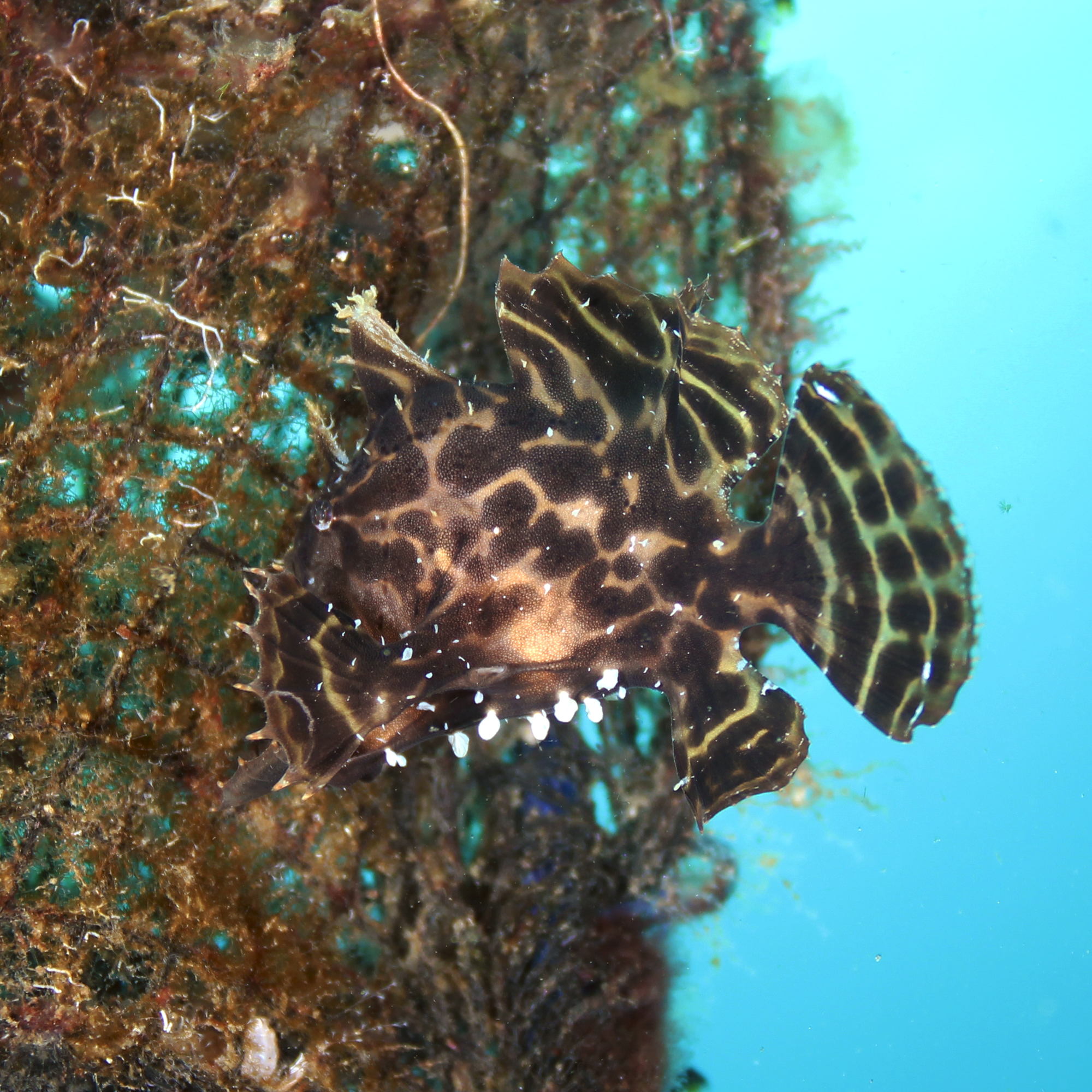
Exemplar em Batangas, Filipinas.

Se trata de uma espécie carnívora, se alimentando principalmente de larvas de peixes e crustáceos, ocasionalmente predam moluscos e cefalópodes, como pequenas lulas pelágicas. Para atrair a sua presa, o peixe-doutor utiliza a sua camuflagem para se esconder em meio as algas e quando localiza uma presa, ele usa uma pequena isca falsa que possui em sua cabeça para atrair a presa.

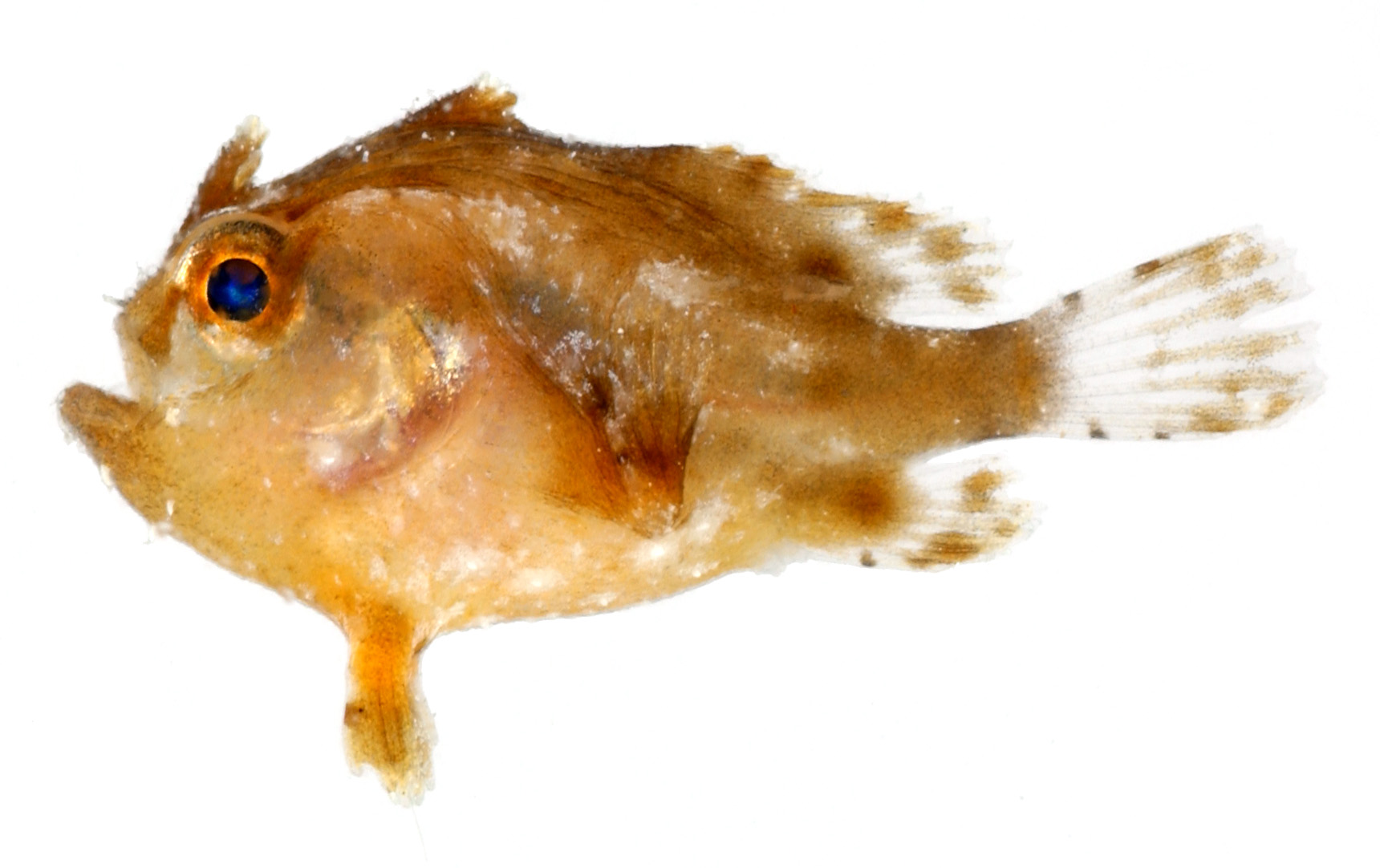
Exemplar juvenil capturado em Belize.

## Distribuição
Podendo ser encontrado em todos os oceanos, o peixe-doutor vive relacionado a algas flutuantes, tendo registros na costa da Flórida, e Golfo do México, possui poucos avistamentos nas Bermudas e Antilhas, recentemente foram observados exemplares ao longo do litoral nordestino, Brasil e Uruguai. Comumente é avistado nos Açores e ilhas do Golfo da Guiné.
Na região do Indo-Pacífico, há recordes dês da África do Sul até o Mar Vermelho, com ocorrências nas Ilhas Mascarenhas até Hokkaido, Japão para o norte tropical da Austrália e Nova Zelândia.